# Alexeï Fiodorovitch Orlov
Pour les articles homonymes, voir Orlov.
Le comte, puis prince, Alexeï Fiodorovitch Orlov (en russe Алексе́й Фёдорович Орло́в), né le 8 octobre 1787 à Moscou et mort le 9 mai 1862 à Saint-Pétersbourg, est un militaire et diplomate russe, président du Conseil des ministres de 1856 à 1861.

## Biographie

### Famille
Alexeï Orlov est le fils naturel du comte Fiodor Grigorievitch Orlov.
Il a eu un fils unique, Nikolaï Alekseïevitch Orlov, ambassadeur de Russie.

### Carrière militaire
Alexeï Fiodorovitch Orlov prend part à toutes les guerres napoléoniennes, de 1805 à l'entrée des armées russes à Paris le 31 mars 1814. Il installe alors son campement sur la butte Montmartre.
Pour services rendus à titre de commandant du régiment des chevaliers-gardes de la cavalerie de la garde impériale lors de la rébellion décabriste du 26 décembre 1825, Nicolas Ier le fait comte.
Il est promu lieutenant-général lors de la guerre russo-turque de 1828-1829 et entame alors une brillante carrière diplomatique.

### Carrière diplomatique et politique
Le comte Orlov assiste à la signature du traité d'Andrinople le 14 septembre 1829. En 1833, il est nommé ambassadeur de Russie à Constantinople,  en même temps qu'il est nommé commandant en chef de la flotte de la mer Noire.
De 1844 à 1856, il dirige la troisième section (police secrète du tsar).
En 1854, Nicolas Ier le charge d'une mission à Vienne : le comte doit persuader l'Autriche de se ranger aux côtés de la Russie, mais il échoue.
En 1856, après la guerre de Crimée, le comte Orlov est l'un des plénipotentiaires chargés de conclure le traité de Paris du 30 mars 1856. Napoléon III le charge à  cette occasion de transmettre ses amitiés à l'empereur de Russie. La même année, Alexandre II l'élève à la dignité de prince et le nomme président du Conseil des ministres.
Il fait ensuite partie du « comité secret » créé par le tsar pour étudier la question de l'émancipation des serfs de Russie. 
En 1857, pendant une absence d'Alexandre II, Orlov préside même cette commission, bien qu'il ne soit pas favorable à cette évolution

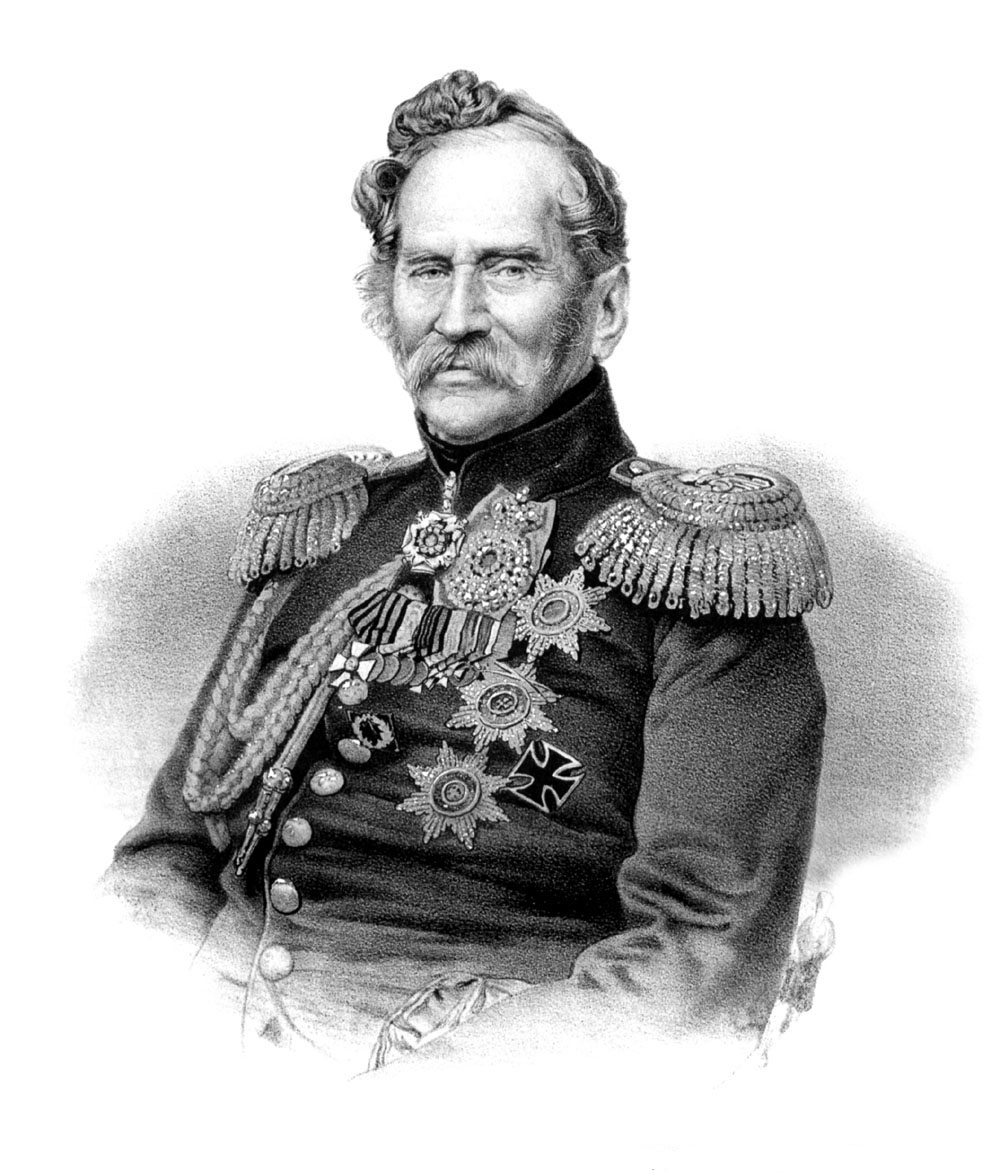
Portrait du prince Orlov

Le prince Alexeï Fiodorovitch Orlov meurt le 9 mai 1862, peu après cette réforme importante.

## Le «veau Orloff»
C'est en servant dans sa maison que le cuisinier français Urbain Dubois lui dédie sa recette du « veau Orloff ».